# Canton d'Épinac
Le canton d’Épinac est un ancien canton français situé dans le département de Saône-et-Loire et la région Bourgogne-Franche-Comté.

## Géographie
Ce canton était organisé autour d’Épinac dans l’arrondissement d’Autun. Son altitude variait de 274 m (Change) à 530 m (Sully) pour une altitude moyenne de 369 m.

## Histoire
De 1833 à 1848, les cantons d'Epinac et de Lucenay-l'Evêque avaient le même conseiller général. Le nombre de conseillers généraux était limité à 30 par département.

## Représentation

### Conseillers généraux de 1833 à 2015
| Période | Période          | Identité                                                  | Étiquette              | Qualité |
| ------- | ---------------- | --------------------------------------------------------- | ---------------------- | --- |
| 1833    | 1847 (démission) | Antoine Charles Marquis de Ganay de Visigneux (1769-1849) | Majorité ministérielle | Ancien colonel de la légion de l'Yonne Propriétaire du château de Visigneux Maire de Lucenay Ancien député (1810-1820)         |
| 1847    | 1852             | Bonaventure Marie Pierre Joseph Comte de Mac-Mahon        |                        | Ancien officier Propriétaire à Autun et à Sully, conseiller d'arrondissement                                                   |
| 1852    | 1864             | Jean-François Auguste Perron                              |                        | Maire d'Epinac (1855-1857), Directeur des houillères, conseiller d'arrondissement                                              |
| 1864    | 1871             | Vicomte Louis Marie Georges de Louvencourt                |                        | Maire de Morlet |
| 1871    | 1890 (décès)     | Pierre-Marie Truchot                                      | Républicain            | Négociant, maire d'Autun (1879-1884)                                                                                           |
| 1890    | 1937             | Prudent-Claude Motot                                      | RG                     | Propriétaire Maire de Change                                                                                                   |
| 1937    | 1940             | François Roux                                             | SFIO                   | Délégué mineur Maire d'Epinac-les-Mines, conseiller d'arrondissement Député (1936-1942) Nommé conseiller départemental en 1942 |
|         |                  |                                                           |                        | |
| 1945    | 1949             | Jean-Marie Mercier                                        | PCF                    | Mineur Adjoint au Maire d'Épinac-les-Mines                                                                                     |
| 1949    | 1955             | Joseph Renaud                                             | RPF                    | Agriculteur Maire de Sully Sénateur (1948-1951) Député (1951-1955)                                                             |
| 1955    | 1958 (démission) | Jean-Pierre Collin                                        | RGR                    | Médecin à Épinac-les-Mines |
| 1958    | 1985             | Bernard Monnot                                            | CNIP puis UDF          | Viticulteur Maire de Change |
| 1985    | 1992             | Patrick Defontaine                                        | UDF-CDS                | Médecin Maire d'Épinac |
| 1992    | 2015             | Jean-François Nicolas                                     | PS                     | Médecin généraliste, maire d'Épinac Président de la Communauté de communes de la Vallée de la Drée                             |

### Conseillers d'arrondissement (de 1833 à 1940)
| Période                                  | Période      | Identité                                                         | Étiquette           | Qualité |
| ---------------------------------------- | ------------ | ---------------------------------------------------------------- | ------------------- | --- |
| 1833                                     | 1847         | Bonaventure Marie Pierre Joseph Marquis de Mac-Mahon (1799-1865) |                     | Ancien lieutenant de hussards, propriétaire à Sully |
| 1847                                     | 1852         | François Louis Gustave Guyton de Rigny                           |                     | Avocat, maire de Saint-Léger-du-Bois |
| 1852                                     | 1852         | Jean François Auguste Perron                                     |                     | Directeur de la houillère d'Épinac-les-Mines |
| 1852                                     | 1871         | Gustave Andelle (1818-1877)                                      |                     | Directeur des verreries d'Épinac-les-Mines |
| 1871                                     | 1873         | Jean Lazare Guinot                                               | Républicain radical | Ancien instituteur (révoqué), propriétaire à Vesvre, Épinac-les-Mines, condamné en 1873 à quatre années de prison, privé de ses droits civils et politiques |
| 22 mars 1874                             | 1889         | François Michaud                                                 | Républicain radical | Négociant à Épinac-les-Mines |
| 1889                                     | 1898         | Pierre-Alexandre Jacquesson-Billy                                | Républicain         | Marchand de bois, maire de Saisy |
| 1898                                     | 1903 (décès) | M. Arligny                                                       |                     | Maire d'Épinac-les-Mines (1902-1903) |
| 1903                                     | 1904         | Antoine Prévost                                                  | Républicain         | Instituteur en retraite à Épinac-les-Mines |
| 1904                                     | 1928         | Pierre Bourgeot                                                  | Radical             | Charpentier à Épinac-les-Mines, Président du Conseil d'arrondissement                                                                                       |
| 1928                                     | 1934         | Désiré Lagneau                                                   | SFIO                | Mineur à Épinac-les-Mines |
| 1934                                     | 1937         | François Roux                                                    | SFIO                | Délégué mineur, maire d'Épinac-les-Mines |
| 1937                                     | 1940         | Lucien Cordonnier                                                | SFIO                | Restaurateur, premier adjoint au maire d'Épinac-les-Mines                                                                                                   |
| 1940                                     |              |                                                                  |                     | Les conseils d'arrondissement ont été suspendus par la loi du 12 octobre 1940 et n'ont jamais été réactivés                                                 |
| Les données manquantes sont à compléter. |              |                                                                  |                     | |

## Composition
Le canton d’Épinac regroupait 11 communes et comptait 4 645 habitants (recensement de 1999 sans doubles comptes).
| Communes                  | Population (2012) | Code postal | Code Insee |
| ------------------------- | ----------------- | ----------- | ---------- |
| Change                    | 213               | 70570       | 71085      |
| Collonge-la-Madeleine     | 62                | 71360       | 71140      |
| Créot                     | 60                | 71490       | 71151      |
| Épertully                 | 60                | 71360       | 71188      |
| Épinac                    | 2 522             | 71360       | 71190      |
| Morlet                    | 74                | 71360       | 71322      |
| Saint-Gervais-sur-Couches | 195               | 71490       | 71424      |
| Saint-Léger-du-Bois       | 522               | 71360       | 71438      |
| Saisy                     | 308               | 71360       | 71493      |
| Sully                     | 561               | 71360       | 71530      |
| Tintry                    | 68                | 71490       | 71539      |

## Démographie
| 1962  | 1968  | 1975  | 1982  | 1990  | 1999  | 2007  |
| ----- | ----- | ----- | ----- | ----- | ----- | ----- |
| 5 177 | 5 625 | 5 195 | 4 803 | 4 718 | 4 645 | 4 586 |